# أفريقان
الأفريقان أو الأفريكان هم مجموعة إثنية جنوب إفريقية تنحدر من المستوطنين الهولنديين الذين وصلوا إلى رأس الرجاء الصالح لأول مرة في عام 1652. هيمن الأفريقان على السياسة وعلى القطاع الزراعي التجاري في جنوب إفريقيا حتى عام 1994.
اللغة الأفريقانية هي اللغة الأم للأفريقان ومعظم سكان كيب الملونين، وهي لغة تنحدر في المقام الأول من اللغة الهولندية. ادعى 10.6% من سكان جنوب إفريقيا بتحدثهم اللغة الأفريقانية بصفتها لغة أولى في المنزل وفقًا للتعداد الوطني لجنوب إفريقيا لعام 2022، مما يجعلها ثالث أكثر اللغات المنزلية انتشارًا في البلاد.
فتح وصول المستكشف البرتغالي فاسكو دا غاما إلى قاليقوط بالهند في عام 1498 بوابة الوصول الحر إلى آسيا من أوروبا الغربية حول رأس الرجاء الصالح. وقد استلزم هذا الوصول تأسيس وحماية محطات تجارية على طول السواحل الأفريقية والآسيوية. نزل البرتغاليون في خليج موسيل في عام 1498، واستكشفوا خليج تيبل بعد ذلك بعامين، وبدأوا في شن غارات على المناطق الداخلية بحلول عام 1510. أرسلت جمهورية هولندا سفنًا تجارية إلى الهند بعد ذلك بفترة وجيزة، وأسست شركة الهند الشرقية الهولندية (بالهولندية: Vereenigde Oostindische Compagnie، وتعرف اختصارًا: VOC) في عام 1602. أدركت شركة الهند الشرقية الهولندية مع زيادة حجم حركة المرور حول كيب أن ميناءها الطبيعي هو نقطة مثالية للتزود بالماء للرحلة الطويلة حول إفريقيا إلى شرق آسيا وأنشأت محطة تموين هناك في عام 1652. لم يكن مسؤولو شركة الهند الشرقية الهولندية يفضلون الاستيطان الدائم للأوروبيين في إمبراطوريتهم التجارية، مع أن العديد من موظفي الشركة تقاعدوا أو سُرِّحوا من العمل خلال فترة الحكم الهولندي التي استمرت 140 عامًا وظلوا مواطنين عاديين. وبالإضافة إلى ذلك، فإن متطلبات إمداد الحاميات المحلية والأساطيل العابرة أجبرت الإدارة على منح الموظفين وضعًا حرًا وإلزامهم بأن يصبحوا مزارعين مستقلين.
مددت الشركة المرور المجاني من عام 1685 إلى عام 1707 للعائلات الهولندية الراغبة في الاستقرار في كيب تاون بفضل نجاح هذه التجربة. رعت الشركة في عام 1688 توطين 200 لاجئ هوغونوتي فرنسي أُجبروا على الرحيل إلى المنفى بموجب مرسوم فونتينبلو. وكانت البنود التي وافق بموجبها الهوغونوتيون على الهجرة هي البنود نفسها التي عُرضت على رعايا شركة الهند الشرقية الهولندية الآخرين، بما في ذلك المرور المجاني والمعدات الزراعية اللازمة بالدَين. كانت المحاولات السابقة لزراعة مزارع الكروم أو استغلال بساتين الزيتون للحصول على الفاكهة غير ناجحة، وكان من المرجو أن ينجح المستعمرون الهوغونوتيون المعتادون على الزراعة المتوسطية بما أخفق فيه الهولنديون. وقد عزز هذا ايضًا جنود شركة الهند الشرقية الهولندية العائدين من آسيا، ومعظمهم من الألمان الذين وجِهوا إلى أمستردام من خلال شبكة التجنيد الواسعة للشركة ومن ثم إلى الخارج. استخدم المستعمرون لغة مشتركة مع أن جنسياتهم متنوعة وتبنوا مواقف مماثلة تجاه السياسة. كانت السمات المشتركة بينهم بمكانة الأساس لتطور الهوية والوعي الأفريقانيَّن.
اتخذت القومية الأفريقانية شكل الأحزاب السياسية والمجتمعات المغلقة في القرن العشرين، مثل برودربوند (بالأفريقانية: Broederbond). تأسس الحزب الوطني لتعزيز المصالح الأفريقانية في عام 1914. اكتسب الحزب السلطة بفوزه في الانتخابات العامة في جنوب إفريقيا عام 1948. اشتهر الحزب بتنفيذ سياسة قاسية للفصل العنصري (الأبارتايد) وإعلان تأسيس جمهورية جنوب إفريقيا في عام 1961. عقدت جنوب إفريقيا أول انتخابات متعددة الأعراق بموجب حق الانتخاب العام في عام 1994 بعد عقود من الاضطرابات المحلية والعقوبات الدولية التي أسفرت عن مفاوضات ثنائية ومتعددة الأحزاب لإنهاء الفصل العنصري. طُرِد الحزب الوطني من السلطة نتيجة لهذه الانتخابات، وحُلَّ في النهاية في عام 2005.

## الأفريقان السود
يعيش ما يقرب من 100 عائلة سوداء تعرّف نفسها بأنها من الأفريقان في مستوطنة أونفيرواخت (بالأفريقانية والهولندية: Onverwacht)، التي تأسست عام 1886 بالقرب من مدينة كولينان للتعدين. ينحدر أفراد المجتمع من العبيد المحررين الذين كانوا مع المهاجرين الأوائل (بالأفريقانية والهولندية: Voortrekkers) الذين استقروا في المنطقة.

## الثقافة

### الدين
كان التجار الهولنديون وغيرهم في وقت الاستيطان قد خرجوا من منطقة ذات أغلبية بروتستانتية، إذ أدى الإصلاح إلى ارتفاع معدلات معرفة القراءة والكتابة في هولندا. كان البوير في جنوب إفريقيا جزءًا من التقاليد الكالفينية في الدول البروتستانتية في شمال أوروبا. تأسست جمهوريات البوير الأصلية في جنوب إفريقيا على مبادئ الكنيسة الإصلاحية الهولندية. أسس المبشرون جماعات جديدة على الحدود وكانت الكنائس مركزًا للمجتمعات.
في عام 1985، كان 92% من الأفريقان يعرفون أنفسهم بوصفهم أعضاءً في الكنائس الإصلاحية التي نشأت من هذه الخلفية. وبالإضافة إلى ذلك، اجتذبت الكنائس الخمسينية أعضاء جددًا.

### اللغة
تغيرت اللغة الأفريقانية بمرور الوقت عن اللغة الهولندية التي تحدث بها المستوطنون البيض الأوائل في رأس الرجاء الصالح. فمنذ أواخر القرن السابع عشر، طوّر شكل اللغة الهولندية التي يتحدث بها سكان كيب تاون اختلافات، غالبًا في علم الصرف ولكن أيضًا في النطق واللهجة، وبدرجة أقل في بناء الجملة والمفردات، عن اللغة الهولندية، مع أن اللغتين لا تزالان متشابهتين بما يكفي للوضوح المتبادل. وسرعان ما تحول المستوطنون الذين وصلوا وهم يتحدثون الألمانية والفرنسية إلى استخدام اللغة الهولندية والأفريقانية لاحقًا. وتأثرت عملية التغير اللغوي باللغات التي يتحدث بها العبيد والخويخوئيون والأشخاص من أصل مختلط، وكذلك الملايو في كيب تاون وشعب زولو والبريطانيين والبرتغاليين. تطورت اللهجة الجديدة، المعروفة غالبًا باسم هولندية كيب، أو الهولندية الأفريقية، أو هولندية المطبخ، أو تال (بالأفريقانية: taal، والتي تعني «لغة») إلى لغة منفصلة بحلول القرن التاسع عشر، بالكثير من العمل الذي قام به مجتمع الأفريقان الحقيقيون (بالأفريقانية: Genootskap van Regte Afrikaners) والكُتَّاب مثل كورنيليس جاكوبس لانجينهوفن، في حين ظلت اللغة الهولندية هي اللغة الرسمية. مُنحت الأفريقانية مكانة متساوية مع الهولندية في قانون صادر عن البرلمان عام 1925، بصفتها واحدة من اللغتين الرسميتين (الإنجليزية هي الثانية) لاتحاد جنوب إفريقيا. كان هناك الكثير من الاعتراضات على محاولة تشريع إنشاء الأفريقانية لتكون لغة جديدة. كان مارتينوس ستين، وهو رجل قانون وسياسي بارز، وآخرون صريحين في معارضتهم. يُعترف اليوم بالأفريقانية بصفتها واحدة من اللغات الرسمية الإحدى عشر في جنوب إفريقيا، وهي ثالث أكثر لغة أولى شيوعًا في جنوب إفريقيا. أدرجت وزارة التعليم الأساسي اللغة الأفريقانية لتكون لغة إفريقية إلزامية لجميع التلاميذ في يونيو عام 2013.
دراسة اللغة الأفريقانية متاحة في العديد من الجامعات خارج جنوب إفريقيا، بما في ذلك: هولندا وبلجيكا وألمانيا وبولندا وروسيا والولايات المتحدة.

## مواضيع ذات صلة
- جنوب أفريقيا
- شتات أوروبي
- لغة أفريكانية
- قائمة أعراق وقوميات العالم